# Incontri internazionali di rugby a 15 di fine anno 2008
"Autumn International" è il modo con cui nell'emisfero nord si indica l'insieme delle tournée delle nazionali di rugby a 15 dell'emisfero Nord in Europa nel mese di novembre (nell'emisfero sud vengono invece chiamati "Tour di primavera", vista la stagione in corso in quelle terre).

## Avvenimenti
L'edizione 2008 ha visto in tour nell'emisfero nord le nazionali di Australia, Nuova Zelanda, Sudafrica, Argentina, Canada e la Selezione dei Pacific Islanders in tour in Europa.
La serie di incontri sì è conclusa con il tradizionale final challenge in cui i Barbarians hanno questa volta affrontato l'Australia nello stadio di Wembley (primo test match nel nuovo stadio).
In anticipo alla serie di incontri in Europa, un match aggiuntivo per la Bledisloe Cup si è disputato tra Nuova Zelanda ed Australia. Per la prima volta l'incontro si è svolto in campo neutro ad Hong Kong.
I test hanno avuto un ulteriore significato in quanto l'International Rugby Board ha deciso per la prima volta di utilizzare il ranking mondiale al 1º dicembre 2008 per determinare i gironi della fase finale della Coppa del Mondo di rugby 2011

## Bledisloe Cup a Hong Kong
- Per la prima volta viene disputato un match valido per la Bledisloe Cup in campo neutro. È il quarto match dell'anno tra Nuova Zelanda e Australia. I neozelandesi si aggiudicano la partita e il trofeo.

| Arbitro: | Alan Lewis |

|                                                             |           |                                          |
| mete: Sivivatu 42' McCaw 63' c.p.: Carter (3) 14', 24', 32' | Marcatori | mete: Mitchell 7' 27' trasf.: Giteau (2) |

## Australia in Europa
| Padova 8 novembre 2008 | Italia | 20 – 30 | Australia | Stadio Euganeo |

| Londra 15 novembre 2008 | Inghilterra | 14 – 28 | Australia | Twickenham |

| Parigi 22 novembre 2008 | Francia | 13 – 18 | Australia | Stade de France |

| Cardiff 29 novembre 2008 | Galles | 21 – 18 | Australia | Millennium Stadium |

| Londra 3 dicembre 2008 | Barbarians | 11 – 18 | Australia XV | Wembley Stadium |

## Nuova Zelanda in Europa
Come già nel 2005, gli All Blacks conquistano il grande slam battendo tutte le squadre delle isole britanniche.
| Edimburgo 8 novembre 2008 | Scozia | 6 – 32 | Nuova Zelanda | Murrayfield |

| Dublino 15 novembre 2008 | Irlanda | 3 – 22 | Nuova Zelanda | Croke Park |

| Cardiff 22 novembre 2008 | Galles | 9 – 29 | Nuova Zelanda | Millennium Stadium |

| Londra 29 novembre 2008 | Inghilterra | 6 – 32 | Nuova Zelanda | Twickenham |

## New Zealand Heatrland in USA
La selezione dei giocatori della seconda competizione provinciale neozelandese si reca in tour negli USA
| novembre 2008 | Stati Uniti XV | 14 – 19 | Heartland XV |  |

| novembre 2008 | Pacific Coast Grizzlises | 12 – 35 | Heartland XV |  |

## Sudafrica nelle Isole Britanniche
| Cardiff 8 novembre 2008 | Galles | 15 – 20 | Sudafrica | Millennium Stadium (74.000 spett.) |

| Edimburgo 15 novembre 2008 | Scozia | 10 – 14 | Sudafrica | Murrayfield (36.000 spett.) |

| Londra 22 novembre 2008 | Inghilterra | 6 – 42 | Sudafrica | Twickenham (81.000 spett.) |

## Argentina in Europa
Dopo che nel 2006 l'Argentina era stata la vera protagonista dell'"Autumn International", grazie allo storico successo di Twickenham con l'Inghilterra, nel 2008, una nazionale assai rinnovata si presenta in Europa per tre test. Dopo un'onorevole sconfitta con la Francia, i "pumas" travolgono l'Italia, a Torino, prima di cedere ad una determinata Irlanda.
| Marsiglia 8 novembre 2008 | Francia | 12 – 6 | Argentina | Velodrome (57.000 spett.) |

| Torino 15 novembre 2008 | Italia | 14 – 22 | Argentina | Stadio Olimpico (27.000 spett.) |

| Dublino 22 novembre 2008 | Irlanda | 17 – 3 | Argentina |  |

## Isole del Pacifico in Europa
Due anni dopo il tour precedente, i Pacific Islanders tornano in Europa per l'ultimo loro tour della storia. Conquistano la loro prima vittoria nell'ultimo match con l'Italia
| Londra 8 novembre 2008 | Inghilterra | 39 – 13 | Pacific Islanders | Twickenham (55.000 spett.) |

| Marsiglia 15 novembre 2008 | Francia | 42 – 17 | Pacific Islanders | Velodrome (20.000 spett.) |

| Reggio Emilia 22 novembre 2008 | Italia | 17 – 25 | Pacific Islanders | Stadio Giglio (13.000 spett.) |

## Canada in Europa
Due pesantissime sconfitte senza appello, con Irlanda e Scozia, una buona prestazione con il Galles ed una vittoria contro il modesto Portogallo.
| Lisbona 1º novembre 2008 | Portogallo | 13 – 21 | Canada | Estadio Universitario |

| Limerick 8 novembre 2008 | Irlanda | 55 – 0 | Canada | Thomond Park (21.000 spett.) |

| Cardiff 14 novembre 2008 | Galles | 34 – 13 | Canada | Millennium Stadium (59.000 spett.) |

| Aberdeen 22 novembre 2008 | Scozia | 41 – 0 | Canada | (17.000 spett.) |

## Usa in Giappone
Due test per gli USA in Giappone.
| Nagoya 16 novembre 2008 | Giappone | 29 – 19 | Stati Uniti |  |

| Tokyo 22 novembre 2008 | Giappone | 32 – 17 | Stati Uniti |  |

## Portogallo in Irlanda
| 8 novembre 2008 | Connacht Rugby | 27 – 11 | Portogallo XV |  |

| Belfast 13 novembre 2008 | Ulster Rugby | 62 – 6 | Portogallo XV | Ravenhill |

## Uruguay in USA
| Arbitro: | Romain Poite |

| |           |                                 |
| mete: Clever 3' Wyles 52' DeBartolo 56' Ngwenya 59' Emerick 76' Erskine 80+2' trasf.: Hercus (4), Malifa c.p.: Hercus 50' | Marcatori | c.p.: Arocena (3) 10', 17', 21' |

## Altri Test
- Europa

| Siviglia 1º novembre 2008 | Spagna XV | 27 – 20 | Cambridge University | La Cartuja |

| Berlino 8 novembre 2008 | Germania | 14 – 27 | Galles (Distretti) |  |

| Glasgow 14 novembre 2008 | Scozia A | 69 – 3 | Georgia |  |